# Andy Griffin
Pour les articles homonymes, voir Griffin.
Andy Griffin, né le 6 mars 1979 à Wigan, est un footballeur anglais qui évolue au poste de défenseur.

## Biographie
Le 22 octobre 2012, Griffin rejoint les Doncaster Rovers.